# Maxmilián z Pernštejna
Maxmilián z Pernštejna (1575? – 2. září 1593 Řím) byl český šlechtic a kanovník kapituly sv. Václava v Olomouci, později zastával úřad papežského komorníka.

## Život

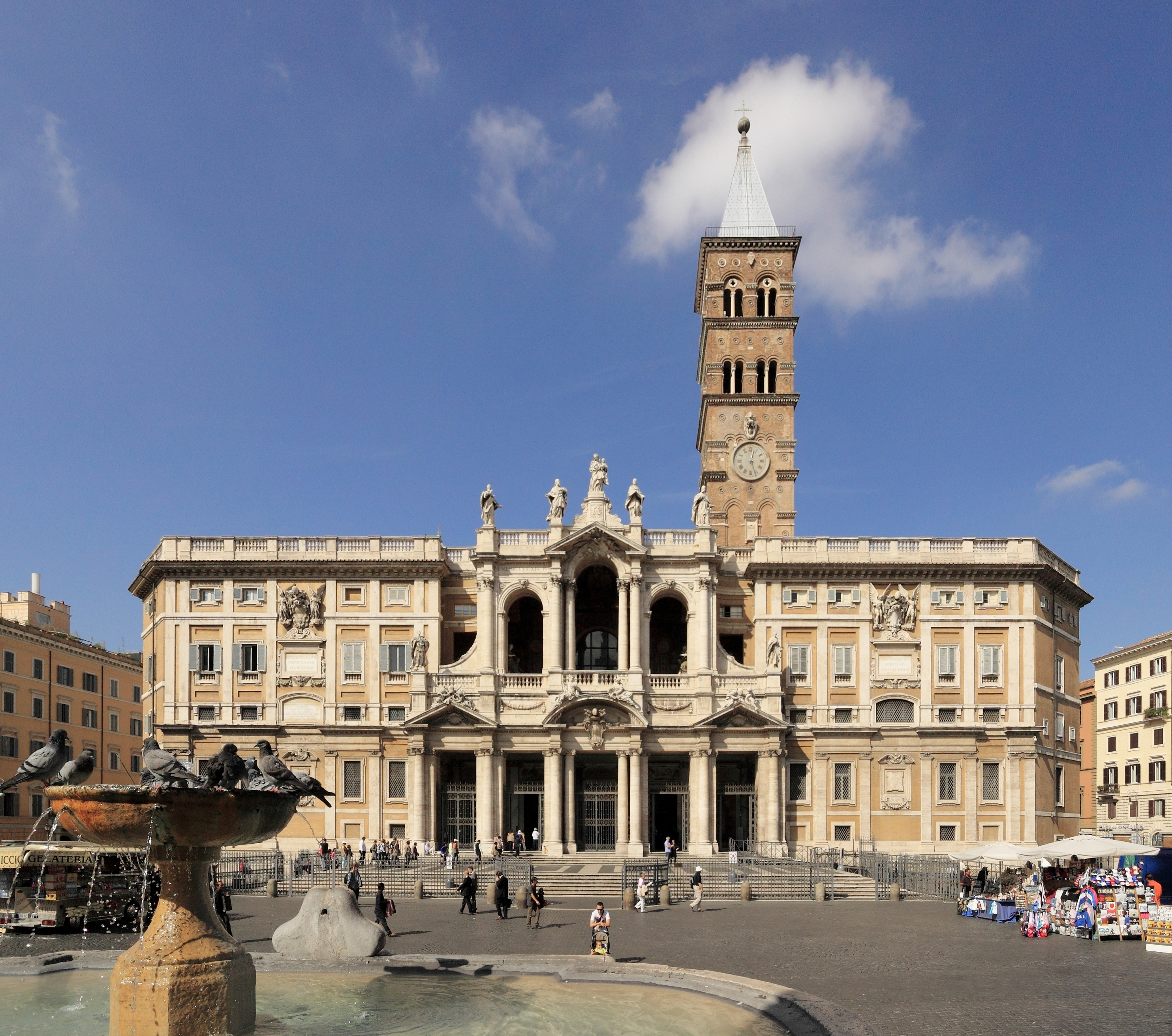
Bazilika Panny Marie Sněžné (Santa Maria Maggiore) v Římě, místo posledního odpočinku Maxmiliána z Pernštejna.

Pocházel z vlivného rodu Pernštejnů. Jeho rodiči byli nejvyšší kancléř Království českého Vratislav II. z Pernštejna a španělská dona Marie Manrique de Lara. V roce 1582 zemřel otec a sedmiletý Maxmilián zdědil se svým bratrem Janem nejen rozsáhlé panství, ale i velké dluhy. Proto museli velkou část postupně prodat.
Jelikož byl rodiči předurčen pro dráhu duchovního, žil již od dětství u dvora olomouckého biskupa Stanislava Pavlovského z Pavlovic. Ten se v roce 1585 obrátil přímo na papeže s prosbou o převod tehdy desetiletého Maxmiliána do olomoucké kanonie. V březnu 1589 Maxmilián odešel do jezuitské koleje v Římě, kde měl pokračovat ve vyšším studiu teologie. V roce 1590 mu papež udělil souhlas s nástupem do olomoucké kanonie. Ačkoli bylo původně měla proběhnou benefice, byla spojena s nižším vysvěcením.

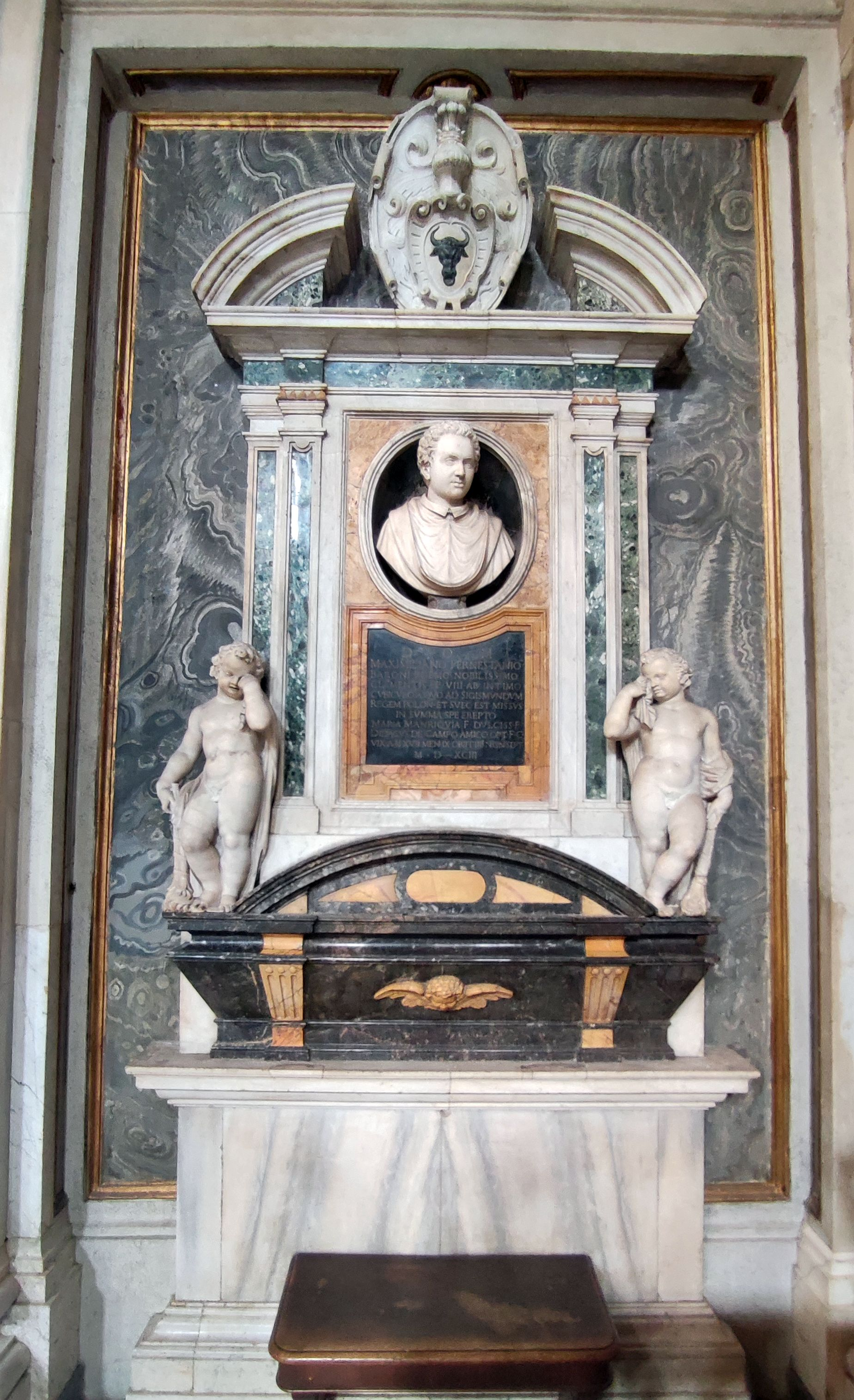
Náhrobek Maxmiliána z Pernštejna,

Mezi Maxmiliánovy podporovatele patřil také papež Klement VIII., zvolený v roce 1592. Vyslal ho na diplomatickou misi k polskému králi Zikmund III. Maxmilián mu měl doručit papežovo požehnání k získání švédské koruny. Po návratu mu papež potvrdil olomoucký úřad a současně jej jmenoval papežským komorníkem. Zároveň Maxmiliána podpořil jako možného kandidáta na nástupce olomoucké diecéze. K tomu však již nedošlo, neboť Maxmilián počátkem září 1593 během studií v Campo amico v Římě v pouhých osmnácti letech nečekaně zemřel.

## Hrob a náhrobek
Byl pochován v římské bazilice Santa Maria Maggiore při pravém západním vchodu před sakristií. Jeho matka dala zřídit přístěnný epitaf s jeho bustou, erbem Pernštejnů, nápisovou deskou se jménem MAXIMILIANO PERNESTANIO a dvěma sochami truchlících puttů. Je vykládaný bílým, černým a zříceninovým šedobílým mramorem. Byl dokončen až kolem roku 1590 a jeho autory byli Gillis van den Vliete a Nicolaes Mostaert.